# カワイイ区

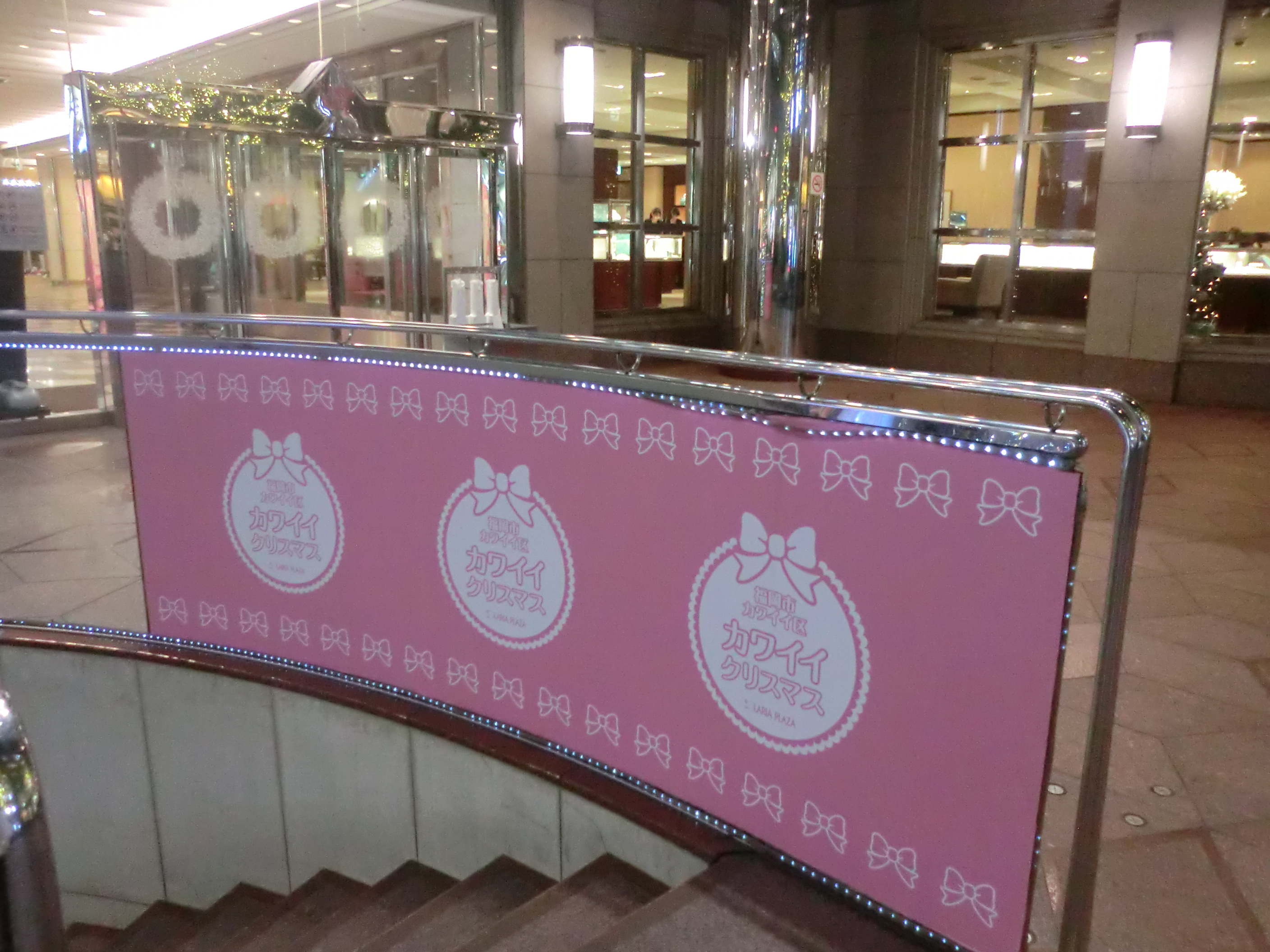
福岡市天神にあるソラリアプラザにて撮影。「カワイイ区」のシンボルが使われている。

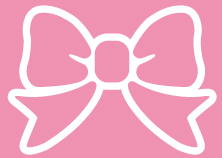
「カワイイ区」のシンボル

カワイイ区（カワイイく）は、日本の地方公共団体である福岡市がかつて行っていたパブリック・リレーションズ（PR活動）の一つである。

## 概要
2012年（平成24年）8月29日に福岡市が「8番目の行政区」として設置した架空の区である。福岡の食やファッション、美容といった「カワイイ」に関わる文化や産業、都市機能がコンパクトに集積した買い物に便利な環境など福岡市の魅力を「カワイイ」という切り口で発信し、地域振興につなげる目的で創設された。プロジェクトは福岡市で情報発信を担当する市長室広報戦略課が担当している。
福岡市は当区で使われる「カワイイ」を「『愛すべき』や『心を和ませる』などの意味」と定義しており、女性のみならず、あらゆる人や動物、行動などについてもあてはまる言葉としている（公式サイト）。

## 歴史
カワイイ区設立のきっかけは2012年3月にさかのぼる。この日福岡市長を表敬訪問したAKB48の篠田麻里子は、この席で「福岡の友人たちが元気になれる事に協力したい」として福岡市への協力を申し出た。これを受けた福岡市はネット上に篠田を区長とする「8つ目の区」を設け、首都圏の若者に福岡市をアピールするという企画を考案した。
当初は市もどれだけの区民登録があるのか見通しが立たなかったため、福岡市の人口が149万人である事から、目標は1万人とされた。サイトの製作は篠田の仲介による電通が、約1,000万円の随意契約で受注した。
こうしてカワイイ区は2012年8月29日に創設された。首都圏へアピールする目的で、辞令交付式は東京で行われた。登録の開始からわずか3日後の9月1日には登録者数が3万人を突破した。9月25日には「カワイイ区政だより」の発行を、9月29日には特別住民票の発行をスタート。11月1日には区民が4万人を超え、以後も拡大を続けた。
しかし、メディアで取り上げられることが次第に減っていき、市議会などから事業の必要性を疑問視する声が出てきたことにより、福岡市総務企画局では、「市のPRに高い成果を上げたが、今後も斬新さや話題性を維持していくのは難しく、終了を判断した」として、2015年3月31日限りで「カワイイ区」を終了した。

## カワイイ区を巡る問題
カワイイ区に関して、いくつかの問題が議論されている。その一つが男女共同参画に関するものである。福岡市に市民から「カワイイ区は男女差別を助長するものではないか」などの苦情が市民から4件寄せられ、これを受けて市が男女共同参画審議会に諮問を行ったところ、委員から「男女共同参画の視点を欠いている」などの意見が上がった。さらに担当課の広報戦略課が事前に市男女共同参画課に相談していなかったことも判明し、事業そのものの見直しや廃止を求める意見が上がるなど事態は紛糾した 。
事態を重く見た市はカワイイ区＝区長篠田麻里子といったイメージが固定化する中で「直接関係のない篠田さんに、これ以上ご迷惑をかけるわけにはいかない」として、区長に退任を打診した。後に「4件の苦情で解任するのは残念」「男女差別には当たらない」といった声も市に多数寄せられた。
また、カワイイ区の運営に関する問題も議論されている。カワイイ区に関して福岡市と正式な契約を結んでいないRKB毎日放送が300円で販売される特別住民票の予約受付・郵送作業を担い、福岡市が運営するカワイイ区のサイトに貼られたバナーのリンク先から自社製のクリアファイルとセット販売する予定になっていた（9月14日に受付を中止し現在バナーは削除されたが、RKB毎日放送は受付中止の時点で1500人分の予約を受け付けていた）など不透明な部分が多く、市民に対して説明が不十分であるとの指摘がある。
カワイイ区企画の発端が高島宗一郎福岡市長を表敬訪問した篠田の思いつきから始まったとされ、約1,000万円もの福岡市民の税金が、篠田が仲介した電通に流れたことに対して、2013年2月16日に行われた市議会決算特別委員会分科会では市議から「市長が公金をもてあそんでいるという市民の声もある」との意見も出た。
一方で、審議会の「カワイイは差別」指摘に対し、「ジェンダーフリーの臭いがする、高島おろしではないのか」との指摘がされた。

## データ
- 人口 - 41,617人（2014年（平成26年）12月1日現在）
- 面積 - 0平方キロメートル
- 区章 - ピンクのリボン…「リボンでカワイイをつないでいきながら、カワイイを福岡から発信していこう」をコンセプトにデザインされている。

## 区長
- 初代 - 篠田麻里子 （任期2012年8月29日 - 2013年2月19日）

福岡県糸島市出身。当時AKB48メンバー。カワイイ区設置当初から無償で宣伝役として務めてきた。
- 2代目 - ミカエラ・ブレスウェート (Micaela Anne Braithwaite) （任期2013年9月12日 - 2015年3月31日）

バンクーバー出身。県内在住の在日カナダ人でブロガー、英会話講師。

## 行政
カワイイ区は区民に対して特別住民票を発行したり、区政だよりを配布するといった「行政サービス」を行っていた。以下に詳述する。
カワイイ区の区民登録手続きは公式サイト上で行われている。登録はニックネームとメールアドレスを登録するだけで無料で行う事ができ、もちろん福岡市民でなくとも可能である。市民には区民番号が与えられ、メールマガジン形式の「カワイイ区政だより」を受け取る事ができる。
また、カワイイ区は「カワイイ区特別住民票」を発行している。特別住民票は福岡市役所一階の「情報プラザ」にて有料（300円）で発行しており、市内の協力店や施設で提示すると様々なイベント・サービスを受けることができる。ただし、架空区の特別住民票であるため公的証明書には使用できない。ちなみに、300円という値段は実際の住民票発行にかかる費用と同じである。
そのほか、福岡市は民間の事業者・団体に届出・審査のうえでロゴの使用を認めているほか、趣旨に賛同する民間からの名義後援やタイアップを受け付けている。

## 参考・出典
1. 1 2 3  “【福岡市「カワイイ区」】(2)　「九州は女性も元気」　篠田さん区長就任”. 西日本新聞. (2013年2月20日) 2013年2月21日閲覧。
2. 1 2 3 4 5  “「これまでにない施策が成果呼んだ」福岡市カワイイ区の仕掛け人が語る”. AdverTimes. (2012年9月6日) 2013年2月22日閲覧。
3. ↑  カワイイ区のあゆみ・統計・シンボル カワイイ区公式サイト、2013年2月21日閲覧。
4. ↑  Twittwr カワイイ区公式アカウントによる2015年4月1日12:01(JST)のツイート
5. ↑  カワイイ区　３月で廃止　福岡市「話題性の維持難しい」 - 西日本新聞、2015年2月19日夕刊
6. ↑  “福岡市カワイイ区:AKBの篠田麻里子さん 区長を退任”. 毎日新聞. (2013年2月19日) 2013年2月21日閲覧。
7. ↑  “【福岡市「カワイイ区」】(9)　市審議会がカワイイ区に「待った」”. 西日本新聞. (2013年2月20日) 2013年2月21日閲覧。
8. ↑  “篠田麻里子「カワイイ区」区長を退任。男女差別との苦情4件”. スポーツニッポン. (2013年2月19日) 2013年2月21日閲覧。
9. ↑  “AKB篠田さん退任で意見相次ぐ　「残念」「頑張れ」92件”. 共同通信. (2013年2月20日) 2013年2月21日閲覧。
10. ↑  “日中関係の「今後を注視」　高島・福岡市長”. 産経新聞. (2012年10月5日) 2013年2月21日閲覧。
11. ↑  “マリコ様が福岡市“カワイイ区”の区長に就任「ふざけてません、本気です！”. ガジェット通信 2013年2月21日閲覧。
12. ↑  “区長就任の篠田麻里子　部下にさしこ指名「“ちょい副区長”で”. スポーツニッポン. (2012年8月29日) 2013年2月21日閲覧。
13. ↑  
“【福岡市「カワイイ区」】(8)　住民票発行業務に疑問の声　市議会”. 西日本新聞. (2013年2月20日) 2013年2月21日閲覧。
14. ↑  「カワイイ」が差別？　くだらない答申は税金の無駄　福岡市カワイイ区騒動（大森貴弘）1/22/2 産経新聞2013年2月22日
15. ↑  “AKB篠田さん、「カワイイ区長」退任　苦情で”. SankeiBiz. (2013年2月19日) 2013年2月21日閲覧。
16. ↑  ブレスウェート･ミカエラ | 吉田正樹事務所
17. ↑  カワイイ区長にカナダ女性　福岡在住、人気ブロガー 共同通信2013年9月11日
18. ↑  福岡市情報プラザ カワイイ区公式サイト、2013年2月21日閲覧。
19. ↑  カワイイ区イベント情報 カワイイ区公式サイト、2013年2月21日閲覧。